# 2019冠狀病毒病納米比亞疫情
2019冠状病毒病納米比亞疫情，介绍在2019新型冠狀病毒疫情中，在納米比亞发生的情况。

## 时间轴

### 3月
2020年3月14日，納米比亞宣布首次确诊两例2019冠状病毒病病例。患者为一对情侣，来自西班牙，11日进入纳米比亚。随后纳米比亚颁布禁令，禁止举行大型集会，禁止纳米比亚与卡塔尔、埃塞俄比亚和德国之间的旅行往来，有效期30天。
3月19日，报告第3例确诊病例，为61岁德国旅客。
3月23日，报告第4例确诊病例。患者为19岁男性，18日从英国伦敦飞抵霍齐亚·库塔科国际机场。
3月24日，新增确诊3例，累计7例。决定实行针对所有国家的30天旅行禁令，仅允许公民和永久居民入境；自27日起，对霍马斯省和埃龙戈省实行21天的国内旅行禁令，关闭8个城市的入境口岸。
3月26日，报告第8例确诊病例。
3月28日，新增确诊3例，累计11例。

### 4月
4月1日，新增确诊2例，累计13例。
4月2日，报告第14例确诊病例，曾与第3例确诊患者有过接触。
4月5日，新增确诊2例，累计16例。新增一例为31岁教师，曾与一位最近从南非回国的朋友有过接触；一例为36岁医生，近期曾前往南非。